# Zakia Khattabi
Zakia Khattabi (* 15. Januar 1976 in Saint-Josse-ten-Noode/Sint-Joost-ten-Node) ist eine belgische Sozialarbeiterin und Politikerin der Partei Ecolo, deren Co-Parteivorsitzende sie von 2015 bis 2019 war. Seit Oktober 2020 ist sie Ministerin für Klima, Umwelt, nachhaltige Entwicklung und Green Deal.

## Leben
Khattabi wuchs als Tochter marokkanischer Einwanderer in Brüssel auf. Sie studierte an der Université libre de Bruxelles Sozialwissenschaften und arbeitete danach als Sozialarbeiterin.
Von 2009 bis 2014 war sie Abgeordnete des Parlaments der Hauptstadtregion Brüssel und gleichzeitig Senatorin im Belgischen Senat, wo sie von 2012 bis 2014 auch Ecolo-Fraktionsvorsitzende war. In der zur Hauptstadtregion gehörenden Gemeinde Ixelles/Elsene wurde sie zudem von 2012 bis 2014 für die Partei Ecolo im Gemeinderat. Von 2014 bis 2015 war sie Mitglied der Belgischen Abgeordnetenkammer.
Im März 2015 wurde sie auf dem Ecolo-Parteitag in Charleroi gemeinsam mit Patrick Dupriez in die Ecolo-Doppelspitze gewählt, weshalb sie ihr Abgeordnetenmandat gemäß den Parteirichtlinien von Ecolo gegen Ämterhäufung abgab. Bei der Wahl der Parteivorsitzenden 2019 trat sie nicht wieder an. Bei der Parlamentswahl 2019 wurde sie im Wahlkreis Brüssel-Hauptstadt erneut in die Belgische Abgeordnetenkammer gewählt.
Seit dem 1. Oktober 2020 ist sie Ministerin für Klima, Umwelt, nachhaltige Entwicklung und Green Deal in der Regierung De Croo.

## Auszeichnungen und Preise (Auswahl)
- 2014: Ritter des Leopoldsordens